# Gura Padinii
Gura Padinii – wieś w Rumunii, w okręgu Aluta, w gminie Gura Padinii. W 2011 roku liczyła 1265 mieszkańców.